# Chinese Camp
Chinese Camp est une localité du Comté de Tuolumne en Californie.
Elle a été fondée lors de la ruée vers l'or en Californie vers 1849. Elle a accueilli jusqu'à 5 000 personnes, mais la population n'est plus que de 126 habitants en 2000.

## Démographie
| 2000 | 2010 | - | - | - | - |
| ---- | ---- | - | - | - | - |
| 146  | 126  | - | - | - | - |